# Cantu Addition
Cantu Addition è un census-designated place degli Stati Uniti d'America, situato nella contea di Brooks dello Stato del Texas.

## Geografia fisica
Cantu Addition è situata a 27°12′07″N 98°09′14″W (27.201979, -98.153909). La comunità si trova a ovest della US Highway 281, circa due miglia a sud ovest di Falfurrias, nel nord della contea di Brooks.
Secondo lo United States Census Bureau, ha un'area totale di 0,3 miglia quadrate (0,78 km²).

## Società

### Evoluzione demografica
Secondo il censimento del 2000, c'erano 217 persone, 77 nuclei familiari, e 56 famiglie residenti nella città. La densità di popolazione era di 723,0 persone per miglio quadrato (279,3/km²). C'erano 83 unità abitative a una densità media di 276,6 per miglio quadrato (106,8/km²). La composizione etnica della città era formata dal 64,06% di bianchi, lo 0,92% di nativi americani, il 32,26% di altre razze, e il 2,76% di due o più etnie. Ispanici o latinos di qualunque razza erano il 94,47% della popolazione.
C'erano 77 nuclei familiari di cui il 48,1% avevano figli di età inferiore ai 18 anni, il 49,4% erano coppie sposate conviventi, il 19,5% aveva un capofamiglia femmina senza marito, e il 26,0% erano non-famiglie. Il 23,4% di tutti i nuclei familiari erano individuali e il 2,6% aveva componenti con un'età di 65 anni o più che vivevano da soli. Il numero di componenti medio di un nucleo familiare era di 2,82 e quello di una famiglia era di 3,28.
La popolazione era composta dal 32,3% di persone sotto i 18 anni, il 10,6% di persone dai 18 ai 24 anni, il 25,3% di persone dai 25 ai 44 anni, il 25,3% di persone dai 45 ai 64 anni, e il 6,5% di persone di 65 anni o più. L'età media era di 31 anni. Per ogni 100 femmine c'erano 99,1 maschi. Per ogni 100 femmine dai 18 anni in giù, c'erano 93,4 maschi.
Il reddito medio di un nucleo familiare era di 9.191 dollari, e quello di una famiglia era di 9.583 dollari. I maschi avevano un reddito medio pro capite di 12.841 dollari contro i 16.250 dollari delle femmine. Il reddito medio pro capite era di 6.492 dollari. Circa il 53,3% delle famiglie e il 45,9% della popolazione erano sotto la soglia di povertà, nessuno sotto i 18 o sopra i 65 anni di età.